# 조시형
조시형(趙始衡, 1927년 4월 13일 ~ 1995년 10월 16일)은 대한민국의 군인 출신 정치인이다. 예비역 대한민국 육군 소장이며 제6대 국회의원을 지냈다.

## 학력
- 부산상업고등학교 졸업
- 육군사관학교 3기 졸업(1947년)
- 육군보병학교 졸업
- 육군포병학교 졸업
- 육군공병학교 졸업
- 국방대학교 행정학사 2기 졸업(1957년)
- 국방대학원 행정학 석사 졸업(1960년)

## 경력
- 육군작전처장
- 기획처장
- 최고회의내무위원장
- 무임소장관
- 민주공화당부산시지부위원장
- 민주공화당당무위원
- 민주공화당당기위원장
- 내무위원장
- 신민주공화당 국방안보행정특보위원(1988년 4월 ~ 1988년 6월)

## 역대 선거 결과
|  | 40.50% |

|  | 45.07% |